# Apis mellifera major
La abeja del Rif, abeja rifeña o abeja de Marruecos (Apis mellifera major) es una subespecie de abeja doméstica
del grupo de Apis mellifera intermissa pripia de las montañas del Rif al noroeste de Marruecos.

## Características
Esta subespecie puede ser una variedad de Apis mellifera intermissa pero tiene diferencias anatómicas que la diferencian. Entre las características biológicas propias, el largo de la glosa es similar al de la abeja Apis mellifera caucasica, muy larga. Es una abeja más grande que Apis mellifera intermissa. Difiere en su índice cubital que es mayor, es de coloración parduzca a diferencia de A. m. intermissa que es negra. Mientras las variedades de Apis mellifera itermissa tienen lengua (glosa) corta e índice cubital pequeño, la abeja del Rif es todo lo contrario.

## Historia natural
En las condiciones idénticas las colonias de abejas del Rif promedian un consumo por colmena de 14,4 kg de miel, considerando que  Apis mellifera anatoliaca promedió un consumo de 6,75 kg de miel y las otras razas o cruzas de 9,45 kg de miel por colmena. Podemos inferir, según el Hermano Adam, que este consumo alto es probablemente debido a su conducta inquieta durante los meses invernales.